# Anoctus scatonomoides
Anoctus scatonomoides là một loài bọ cánh cứng trong họ Bọ hung (Scarabaeidae).